# Calamocha
Calamocha (antigament en català Calamotxa) és una vila de la província de Terol, a l'Aragó, enquadrada a la comarca de Jiloca. És la capital administrativa de la comarca i seu de partit judicial. Se situa a la depressió del riu Jiloca, que divideix el Sistema Ibèric en dues branques. El motor econòmic són les indústries agroalimentàries, com els nombrosos assecadors del pernil de Terol amb DO. Es troba en el corredor ferroviari i viari entre Saragossa i Terol.
| Variació demogràfica del municipi entre 1991 i 2005 | Variació demogràfica del municipi entre 1991 i 2005 | Variació demogràfica del municipi entre 1991 i 2005 | Variació demogràfica del municipi entre 1991 i 2005 | Variació demogràfica del municipi entre 1991 i 2005 |
| --------------------------------------------------- | --------------------------------------------------- | --------------------------------------------------- | --------------------------------------------------- | --------------------------------------------------- |
| 2005                                                | 2004                                                | 2001                                                | 1996                                                | 1991                                                |
| 4389                                                | 4256                                                | 4040                                                | 4019                                                | 4276                                                |

En el municipi de Calamocha hi ha els pobles següents: Collados, Cuencabuena, Cutanda, Lechago, Luco de Jiloca, Navarrete del Río, Nueros, Olalla, El Poyo del Cid, Valverde i Villarejo de Olmos.

## Clima
Calamocha té un clima mediterrani continentalitzat, amb hiverns frígids, estius suaus i secs, poques precipitacions concentrades a la primavera i tardor i una gran amplitud tèrmica diària.
Calamocha és famosa a Espanya perquè en aquesta ciutat s'hi han donat les temperatures mínimes diàries més baixes del país en força ocasions. El rècord absolut de temperatura mínima va ser de -30 °C la nit del 17 desembre del 1963.
| Dades climàtiques a Calamocha      | Dades climàtiques a Calamocha | Dades climàtiques a Calamocha | Dades climàtiques a Calamocha | Dades climàtiques a Calamocha | Dades climàtiques a Calamocha | Dades climàtiques a Calamocha | Dades climàtiques a Calamocha | Dades climàtiques a Calamocha | Dades climàtiques a Calamocha | Dades climàtiques a Calamocha | Dades climàtiques a Calamocha | Dades climàtiques a Calamocha | Dades climàtiques a Calamocha |
| Mes                                | gen                           | febr                          | març                          | abr                           | maig                          | juny                          | jul                           | ag                            | set                           | oct                           | nov                           | des                           | anual                         |
| ---------------------------------- | ----------------------------- | ----------------------------- | ----------------------------- | ----------------------------- | ----------------------------- | ----------------------------- | ----------------------------- | ----------------------------- | ----------------------------- | ----------------------------- | ----------------------------- | ----------------------------- | ----------------------------- |
| Màxima rècord °C (°F)              | 19.0 (66.2)                   | 22.0 (71.6)                   | 24.0 (75.2)                   | 27.0 (80.6)                   | 29.0 (84.2)                   | 36.0 (96.8)                   | 39.0 (102.2)                  | 40.0 (104)                    | 34.0 (93.2)                   | 26.0 (78.8)                   | 21.0 (69.8)                   | 18.0 (64.4)                   | 40.0 (104)                    |
| Màxima mitjana °C (°F)             | 5.9 (42.6)                    | 8.5 (47.3)                    | 12.0 (53.6)                   | 14.3 (57.7)                   | 17.8 (64)                     | 22.5 (72.5)                   | 24.5 (76.1)                   | 24.2 (75.6)                   | 22.0 (71.6)                   | 16.2 (61.2)                   | 11.6 (52.9)                   | 8.2 (46.8)                    | 15.6 (60.1)                   |
| Mitjana diària °C (°F)             | 1.9 (35.4)                    | 3.7 (38.7)                    | 6.9 (44.4)                    | 9.2 (48.6)                    | 12.9 (55.2)                   | 17.3 (63.1)                   | 19.4 (66.9)                   | 19.2 (66.6)                   | 16.9 (62.4)                   | 11.2 (52.2)                   | 6.7 (44.1)                    | 3.8 (38.8)                    | 10.8 (51.4)                   |
| Mínima mitjana °C (°F)             | −2.0 (28.4)                   | −1.1 (30)                     | 1.8 (35.2)                    | 4.2 (39.6)                    | 8.0 (46.4)                    | 12.1 (53.8)                   | 14.4 (57.9)                   | 14.2 (57.6)                   | 11.8 (53.2)                   | 6.3 (43.3)                    | 1.8 (35.2)                    | −0.6 (30.9)                   | 5.9 (42.6)                    |
| Mínima rècord °C (°F)              | −24.0 (−11.2)                 | −21.0 (−5.8)                  | −18.0 (−0.4)                  | −12.0 (10.4)                  | −8.0 (17.6)                   | −2.0 (28.4)                   | 0.0 (32)                      | 1.0 (33.8)                    | −1.0 (30.2)                   | -0.0 (32)                     | −17.0 (1.4)                   | −30.0 (−22)                   | −30.0 (−22)                   |
| Precipitació mitjana mm (polzades) | 19 (0.75)                     | 28 (1.1)                      | 27 (1.06)                     | 35 (1.38)                     | 65 (2.56)                     | 58 (2.28)                     | 26 (1.02)                     | 29 (1.14)                     | 44 (1.73)                     | 38 (1.5)                      | 24 (0.94)                     | 31 (1.22)                     | 414 (16.3)                    |
| Font: Base Climática Española      |                               |                               |                               |                               |                               |                               |                               |                               |                               |                               |                               |                               |                               |